# Christian Sautter
Pour les articles homonymes, voir Sautter.
Christian Sautter, né le 9 avril 1940 à Autun, est un homme politique français, membre du Parti socialiste. Ancien membre du gouvernement Lionel Jospin, il est membre du Conseil de Paris et adjoint au maire de Paris. Haut fonctionnaire, il a notamment été secrétaire général adjoint de l’Élysée sous la présidence de François Mitterrand et préfet de Paris et de la région Île-de-France.

## Biographie

### Jeunesse et études
Il étudie au lycée Pasteur (Neuilly-sur-Seine). 
Diplômé de l'École polytechnique (Promotion X1960), de l'Institut d'études politiques de Paris (1966, section Service Public) et de l'ENSAE (1965), il devient en 1965 administrateur de l'Insee.

### Parcours professionnel
Un an après l'élection de François Mitterrand, en 1982, il est nommé secrétaire général adjoint de l'Élysée. En 1985, il est nommé Inspecteur général des Finances au tour extérieur. En 1988, il redevient secrétaire général adjoint de la présidence à la suite de Michèle Gendreau-Massaloux et en 1990, il est nommé préfet de l'Île-de-France et de Paris.
Lorsque Lionel Jospin est nommé Premier ministre, en 1997, Christian Sautter est nommé secrétaire d'État au Budget sous l'autorité de Dominique Strauss-Kahn. Lorsque ce dernier démissionne en novembre 1999, il lui succède comme ministre de l'Économie, des Finances et de l'Industrie. Il cherche à mettre en place une réforme du ministère des Finances prévue par son prédécesseur, qui prévoyait notamment la fusion de la Direction générale des Impôts et la Direction générale de la Comptabilité publique, et qui lui vaut une grève des fonctionnaires placés sous son autorité. Il intervient dans le dossier France-Prune en annulant illégalement le redressement fiscal en cours effectué par Rémy Garnier. Il démissionne quatre mois après sa prise de fonctions et est remplacé par Laurent Fabius.
Il est aussi président de l'association France Active depuis 2000, qui finance l'économie sociale et solidaire (ESS), et membre du conseil d'administration du Labo de l'ESS, un think tank français travaillant sur l'économie sociale et solidaire . Adjoint au maire de Paris depuis 2001, il est chargé de l'Emploi, du Développement économique et de l'Attractivité internationale depuis 2008. Christian Sautter est désigné membre du conseil d'administration de l'ESPCI ParisTech par le Conseil de Paris.
Il est membre du Siècle.
Il est le cousin germain du haut fonctionnaire et administrateur d'entreprises Rémy Sautter et l'arrière-neveu à la sixième génération du général François Jean Sautter, ainsi que l'arrière-arrière-petit-neveu du député Edgar Raoul-Duval et du régent de la Banque de France Fernand Raoul-Duval (par la famille Say).
Il est marié avec Catherine Cadou, interprète et traductrice pour le cinéma japonais.

## Détail des mandats et fonctions

### Fonctions gouvernementales
- Secrétaire d'État auprès du ministre de l'Économie, des Finances et de l'Industrie, chargé du Budget du gouvernement Lionel Jospin (du 4 juin 1997 au 2 novembre 1999)
- Ministre de l'Économie, des Finances et de l'Industrie du gouvernement Lionel Jospin (du 2 novembre 1999 au 27 mars 2000)

### Autres mandats exécutifs
- 1965-1971 : administrateur de l'Institut national de la statistique et des études économiques, au service des études pour le Plan ;
- 1971-1972 : pensionnaire de la Maison franco-japonaise à Tokyo ;
- 1976 : fondateur du Centre de recherches sur le Japon contemporain ;
- 1980-1981 : Directeur du Centre d'Etudes Prospectives et d'Informations Internationales (CEPII) ;
- 1981-1982 : Conseiller technique aux questions économiques internationales au secrétariat général de la présidence de la République ;
- 1982-1985 : Secrétaire général adjoint de la présidence de la République ;
- 1985 : Inspecteur général des finances ;
- 1988-1990 : Secrétaire général adjoint de la présidence de la République ;
- 1990-1993 : Préfet de la région Île-de-France, Préfet de Paris ;
- 1991-1993 : Président du Syndicat des transports parisiens ;
- 2001-2008 : Adjoint au maire de Paris, chargé des Finances, du Développement économique et de l'Emploi ;
- 2008-2014 : Adjoint au maire de Paris, chargé de l'Emploi, du Développement économique et de l'Attractivité internationale.

## Décorations
- Chevalier de la Légion d'honneur, 3 juin 1986
- Officier de la Légion d'honneur, 15 avril 2001
- Commandeur de la Légion d'honneur, 26 juillet 2014
- Étoile d'or et d'argent de l'ordre du Soleil levant (2014)[9]

## Œuvres
- Japon : le prix de la puissance, Seuil, 1973.
- L'État et l'individu au Japon, Éditions de l'École des Hautes Études en Sciences Sociales (Éditions de l'EHESS), 1990.
- La France au miroir du Japon : Croissance ou déclin, Odile Jacob, 30 avril 1996.
- Christian Sautter tient une chronique sur le site Betapolitique